# Papito (lied)
Papito is een lied van de Nederlandse rapper Mula B. Het werd in 2019 als single uitgebracht. 

## Achtergrond
Papito is geschreven door Hicham Gieskes en Chahid Farih en geproduceerd door Chahid. Het is een nummer uit het genre nederhop. In het lied rapt de artiest over zijn succes en geld, en hoe hij het in zijn eentje allemaal aankan. Het is een van de weinige solohits van de rapper in 2019, een jaar waarin hij vooral scoorde met samenwerkingen. De single heeft in Nederland de platina status.

## Hitnoteringen
De rapper had succes met het lied in de hitlijsten van Nederland. Het piekte op de tiende plaats van de Single Top 100 en stond dertien weken in deze hitlijst. De Top 40 werd niet bereikt; het lied bleef steken op de negende plaats van de Tipparade. 